# Валь-ле-Бенестроф
Валь-ле-Бенестро́фф (фр. Vahl-lès-Bénestroff) — коммуна во французском департаменте Мозель региона Лотарингия. Относится к  кантону Альбестроф.

## Географическое положение
Валь-ле-Бенестрофф расположен в 50 км к юго-востоку от Меца. Соседние коммуны: Нёфвиллаж на севере, Мондидье на северо-востоке, Торшвиль на востоке, Небен и Мольрен на юго-востоке, Маримон-ле-Бенестроф на юге, Бенестроф на юго-западе.

## История
- Бывшая деревня герцогства Лотарингия, принадлежала аббатству Метлаш, была в ведении Креанж.
- Была разрушена в 1635 году во время Тридцатилетней войны, восстановлена в 1660 году.

## Демография
По переписи 2007 года в коммуне проживало 124 человека.	

## Достопримечательности
- Церковь Сен-Мишель XVIII века.